# بان بريوش
بان بريوش في المطبخ الإيطالي البان بريوش هو نوع من الخبز شبيه بالبريوش. هنالك أنواع عديدة من البان بريوش كالـ panbrioche
،dolce،panbrioche،'speziato' 'panbrioche '،'salato' و panbrioche farcito.